# سفارة الهند في الولايات المتحدة
سفارة الهند في الولايات المتحدة هي أرفع تمثيل دبلوماسي لدولة الهند لدى الولايات المتحدة. تقع السفارة في واشنطن العاصمة وهي تهدف لتعزيز المصالح الهندية في الولايات المتحدة.

## وصلات خارجية
- الموقع الرسمي
- قائمة سفارات الهند
- قائمة السفارات في الولايات المتحدة